# Eldlus
Eldlus (Pyrrhocoris apterus) är en art i insektsordningen halvvingar som tillhör underordningen skinnbaggar och familjen eldskinnbaggar.

## Kännetecken
Eldlusen har en kroppslängd på 9 till 13 millimeter och en tydlig röd och svart färgteckning.
Nymferna är även de svarta och röda, men deras färgteckning är något annorlunda än de fullbildade insekternas. För varje utvecklingsstadium blir dock nymfen allt mer lik den fullbildade insekten.

## Utbredning
Eldlusen har en palearktisk utbredning, men saknas på norra Brittiska öarna och i norra Skandinavien. Österut sträcker sig utbredningsområdet genom Centralasien till västra Sibirien, norra Kina och Pakistan. I Sverige förekommer den från Skåne i söder upp till Dalarna (även norr om Dalälven).

## Levnadssätt

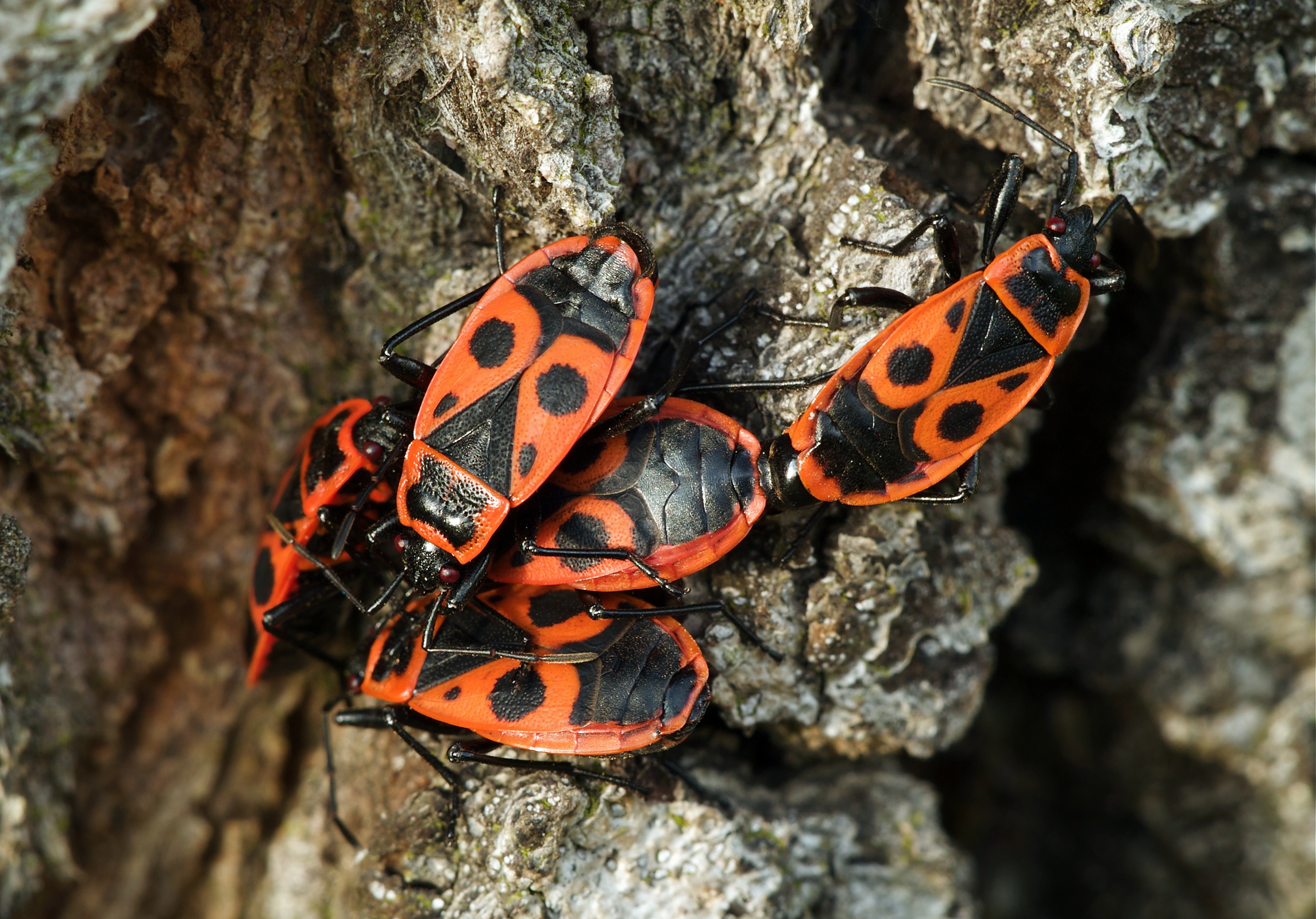
En grupp av eldlöss

Eldlusen påträffas ofta under lindar och på malvor, ofta många tillsammans. Födan består främst av frön från olika växter men också av andra döda smådjur som den suger ut med sina för detta speciellt anpassade mundelar. Även kannibalism har observerats inom arten, då andra eldlöss kan suga ut nykläckta nymfer eller nymfer som nyss ömsat hud.